# Claopodium pellucinerve
Claopodium pellucinerve är en bladmossart som beskrevs av George Newton Best 1900. Claopodium pellucinerve ingår i släktet Claopodium och familjen Thuidiaceae. Inga underarter finns listade i Catalogue of Life.